# Osmannisk-tyrkisk (sprog)
Osmannisk-tyrkisk (osmannisk-tyrkisk لسان عثمانی, tr. lisân-ı Osmânî) var en variant af tyrkisk, der var det officielle sprog i det Osmanniske Rige. Sproget indeholdt en del låneord fra persisk og arabisk, hvilket resulterede i at sproget ofte var uforståeligt for folk uden uddannelse.
| Sprog | Spire Denne artikel om sprog er en spire som bør udbygges. Du er velkommen til at hjælpe Wikipedia ved at udvide den. |